# Colegio Salesiano San Francisco de Sales
El Colegio Salesiano "San Francisco de Sales" es una institución educativa de la Congregación Salesiana ubicada en el distrito de Breña, en la ciudad de Lima, capital del Perú. Es miembro del Consorcio de Centros Educativos Católicos e integra la Red Salesiana de Escuelas.

## Historia
En 1891 los salesianos habían llegado al Perú por contrato con la Beneficencia Pública de Lima y es al año siguiente en que el prefecto de la ciudad envía al rector mayor, Don Rúa, una propuesta para que sus misioneros asentados en el Rímac aperturen una Escuela de Artes y Oficios. El Capítulo Superior de la Congregación en Turín aprobó el 3 de noviembre de 1892, la preparación de un proyecto para su creación, el que fue remitido al padre Antonio Riccardi, superior de los salesianos en el Perú.

### Inicio en Rímac
El 19 de marzo de 1893, la Escuela de Artes y Oficios "San Francisco de Sales" inició sus funciones con treinta jóvenes enviados por la Beneficencia y una docena de integrantes del oratorio festivo que funcionaba en el Rímac desde diciembre de 1891.
Su local original se encontraba al frente del Paseo de Aguas del Rímacy, a decir de las descripciones de los propios salesianos que la ocuparon, era "una casa muy grande, con más de una cuadra de huerta, viña y árboles frutales", además de un "lindísimo patio".

### Traslado a Breña

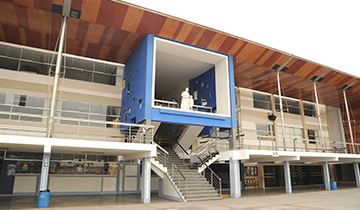
Pabellón de primaria del colegio actualmente

Gracias a las gestiones del padre Riccardi, la Escuela de Artes y Oficios recibió la autorización por parte del gobierno de Nicolás de Piérola en la Ley 161 del 2 de marzo de 1896. Sin embargo, la relación contractual entre la congregación y la Beneficencia Pública de Lima terminó prematuramente en septiembre de 1898, por lo que la Escuela tuvo que dejar la casa del Rímac y trasladarse a una amplia propiedad que los salesianos habían adquirido recientemente en Breña, gracias a la donación testamentaria que en 1886 había hecho monseñor Manuel Teodoro del Valle a favor de la obra de Don Bosco.
Así, el 6 de diciembre de 1898, los 48 alumnos que poseía la Escuela de Artes y Oficios, se mudaron al fundo Breña, fundada como obra salesiana algunos meses atrás, el 25 de marzo de 1897. Instalados definitivamente en Breña, los salesianos incorporaron a la formación de jóvenes obreros la educación escolar de niños. Es así que mediante Resolución Suprema del 1 de marzo de 1906 se autorizó la impartición de educación primaria, la que se confirmó en resoluciones emitidas en 1908, 1912, 1916 y 1918.
La educación secundaria fue autorizada por Resolución Suprema del 15 de febrero de 1917, convirtiéndose la obra educativa de Breña en Colegio Salesiano de Lima. Los primeros alumnos fueron seis: Carlos Carrasco, Juan Cucalón, César Dulanto, Benjamín Gómez, Alfredo Marchese y Humberto Solari. La primera promoción que concluyó el quinto de media fue la de 1936 con cuatro alumnos: Mario Ferreccio, José García, Alfredo Herrera y Pablo Risca.